# Lori d'espurnes
El lori d'espurnes (Chalcopsitta sintillata) és una espècie d'ocell de la família dels psitàcids que habita zones amb arbres de les illes Aru i sud de Nova Guinea.